# Gábor Delneky
Gábor Delneky   (Budapest, 29 de maig de 1932 - Orlando, 26 d'octubre de 2008) fou un tirador d'esgrima hongarès, especialista en sabre, que va competir durant les dècades de 1950 i 1960.
El 1960 va prendre part en els Jocs Olímpics d'Estiu de Roma, on guanyà la medalla d'or en la competició de sabre per equips del programa d'esgrima.
En el seu palmarès també destaquen dues medalles al Campionat del Món d'esgrima, una de plata i una de bronze, entre les edicions de 1959 i 1961.
El 1969 desertà d'Hongria. Primer va viure a Roma i després a Chicago, als Estats Units, d'on va obtenir-ne la ciutadania.